# MariaDB
MariaDB — ответвление от системы управления базами данных MySQL, разрабатываемое сообществом под лицензией GNU GPL. Разработку и поддержку MariaDB осуществляет компания MariaDB Corporation Ab и фонд MariaDB Foundation.
Толчком к созданию стала необходимость обеспечения свободного статуса СУБД, в противовес политике лицензирования MySQL компанией Oracle. Основателями проекта выступили первоначальные разработчики MySQL. Система лицензирования MariaDB обязывает участников, желающих добавить свой код в основную ветку СУБД, обмениваться своими авторскими правами с MariaDB Foundation для охраны лицензии и возможности создавать критические исправления для MySQL.
MariaDB намерен поддерживать высокую совместимость с MySQL, обеспечивая точное соответствие с API и командами MySQL. В состав MariaDB включена подсистема хранения данных XtraDB для возможности замены InnoDB, как основной подсистемы хранения. Также включены подсистемы Aria, PBXT и FederateX.
Ведущий разработчик — Микаэль Видениус, автор оригинальной версии MySQL и основатель компании Monty Program AB. MariaDB названа в честь его младшей дочери Марии (Maria), подобно тому, как MySQL была названа в честь другой его дочери — Мю (фин. My).

## Версии
Номера версий MariaDB до версии 5.5 следуют схеме нумерации MySQL. Таким образом, MariaDB 5.5 предлагает все функции, какие есть в MySQL 5.5. Но существует пробел в версиях MySQL между 5.1 и 5.5, в то время как MariaDB имеет точечные выпуски (англ. point releases) под номерами 5.2 и 5.3.
После версии 5.5 разработчики MariaDB решили начать серию под 10-й нумерацией, как попытка сделать понятным, что MariaDB 10.0 не будет импортировать все функции из MySQL 5.6; тем не менее, они могут быть импортированы в будущих версиях. И поскольку некоторые новые специфичные функции были разработаны именно в MariaDB, разработчики решили, что необходимо существенно изменить номер версии.
| Версия                                                                                            | Дата первого выпуска | Последняя версия | Дата выпуска | Статус      |
| ------------------------------------------------------------------------------------------------- | -------------------- | ---------------- | ------------ | ----------- |
| 5.1                                                                                               | 2009-10-29           | 5.1.67           | 2013-01-30   | Stable (GA) |
| 5.2                                                                                               | 2010-04-10           | 5.2.14           | 2013-01-30   | Stable (GA) |
| 5.3                                                                                               | 2011-07-26           | 5.3.12           | 2013-01-30   | Stable (GA) |
| 5.5                                                                                               | 2012-02-25           | 5.5.68           | 2020-05-12   | Stable (GA) |
| 10.0                                                                                              | 2012-11-12           | 10.0.38          | 2019-01-31   | Stable (GA) |
| 10.1                                                                                              | 2014-06-30           | 10.1.48          | 2020-11-04   | Stable (GA) |
| 10.2                                                                                              | 2016-04-18           | 10.2.44          | 2022-05-20   | Stable (GA) |
| 10.3                                                                                              | 2017-04-16           | 10.3.39          | 2023-05-10   | Stable (GA) |
| 10.4                                                                                              | 2018-11-09           | 10.4.34          | 2024-05-16   | Stable (GA) |
| 10.5                                                                                              | 2019-12-03           | 10.5.29          | 2025-05-06   | Stable (GA) |
| 10.6                                                                                              | 2021-04-26           | 10.6.22          | 2025-05-06   | Stable (GA) |
| 10.7                                                                                              | 2021-09-17           | 10.7.8           | 2023-02-06   | Stable (GA) |
| 10.8                                                                                              | 2021-12-22           | 10.8.8           | 2023-05-10   | Stable (GA) |
| 10.9                                                                                              | 2022-03-23           | 10.9.8           | 2023-08-14   | Stable (GA) |
| 10.10                                                                                             | 2022-06-23           | 10.10.7          | 2023-11-13   | Stable (GA) |
| 10.11                                                                                             | 2022-09-26           | 10.11.13         | 2025-05-22   | Stable (GA) |
| 11.0                                                                                              | 2022-12-27           | 11.0.6           | 2024-05-16   | Stable (GA) |
| 11.1                                                                                              | 2023-02-27           | 11.1.5           | 2024-05-16   | Stable (GA) |
| 11.2                                                                                              | 2023-06-20           | 11.2.4           | 2024-05-16   | Stable (GA) |
| 11.4                                                                                              | 2023-12-27           | 11.4.7           | 2025-05-22   | Stable (GA) |
| 11.8                                                                                              | 2024-12-18           | 11.8.2           | 2025-06-04   | Stable (GA) |
| Rolling                                                                                           | 2024-06-05           | 12.0.1           | 2025-06-05   | RC          |
| Легенда:Старая версия, не поддерживаетсяСтарая поддерживаемая версияТекущая версияТестовая версия |                      |                  |              |             |

## MariaDB Foundation
В декабре 2012 года Майкл Видениус, Дэвид Аксмарк и Алан Ларссон объявили о создании фонда, который будет курировать развитие MariaDB. В апреле 2013 года Фонд объявил, что он назначил Саймона Фиппса в качестве секретаря и временного главного исполнительного директора, Расмуса Йоханссона в качестве председателя правления, а Эндрю Каца, Джереми Зоодни и Майкла Видениуса в качестве членов Совета. Отмечая, что Фонд хотел бы создать модель управления, аналогичную используемой в Eclipse Foundation, в Совет был назначен исполнительный директор Eclipse Foundation Майк Милинкович в качестве консультанта на переходный период.
Компания SkySQL Corporation Ab, основанная бывшими руководителями и инвесторами MySQL после того, как Oracle купила MySQL, объявила в апреле 2013 года о слиянии с Monty Program Ab и присоединении к MariaDB Foundation. Генеральный директор SkySQL Патрик Салнер возглавил новую объединенную компанию, а Майкл Видениус был назначен MariaDB Foundation в качестве технического директора.
1 октября 2014 года корпорация SkySQL Ab изменила свое название на MariaDB Corporation Ab, чтобы отразить свою роль в качестве основной движущей силы при развитии MariaDB и оказывающей ей наибольшую поддержку.
MariaDB является зарегистрированной торговой маркой компании MariaDB Corporation Ab, используемая по лицензии MariaDB Foundation.

### Поддержка
Google отправил инженера в MariaDB Foundation. Группа инвестиционных компаний, в том числе Intel, инвестировала 20 млн долларов в SkySQL.

## Стороннее ПО
API и протоколы в MariaDB соответствуют тем, которые используются в MySQL, а это означает, что все библиотеки и приложения, которые работают в MySQL, должны работать и с MariaDB. В связи с этим разработчики Fedora в 19 версии перешли с MySQL на MariaDB из опасения, что Oracle сделает из MySQL более закрытый проект.